# Jean-Marc Nattier

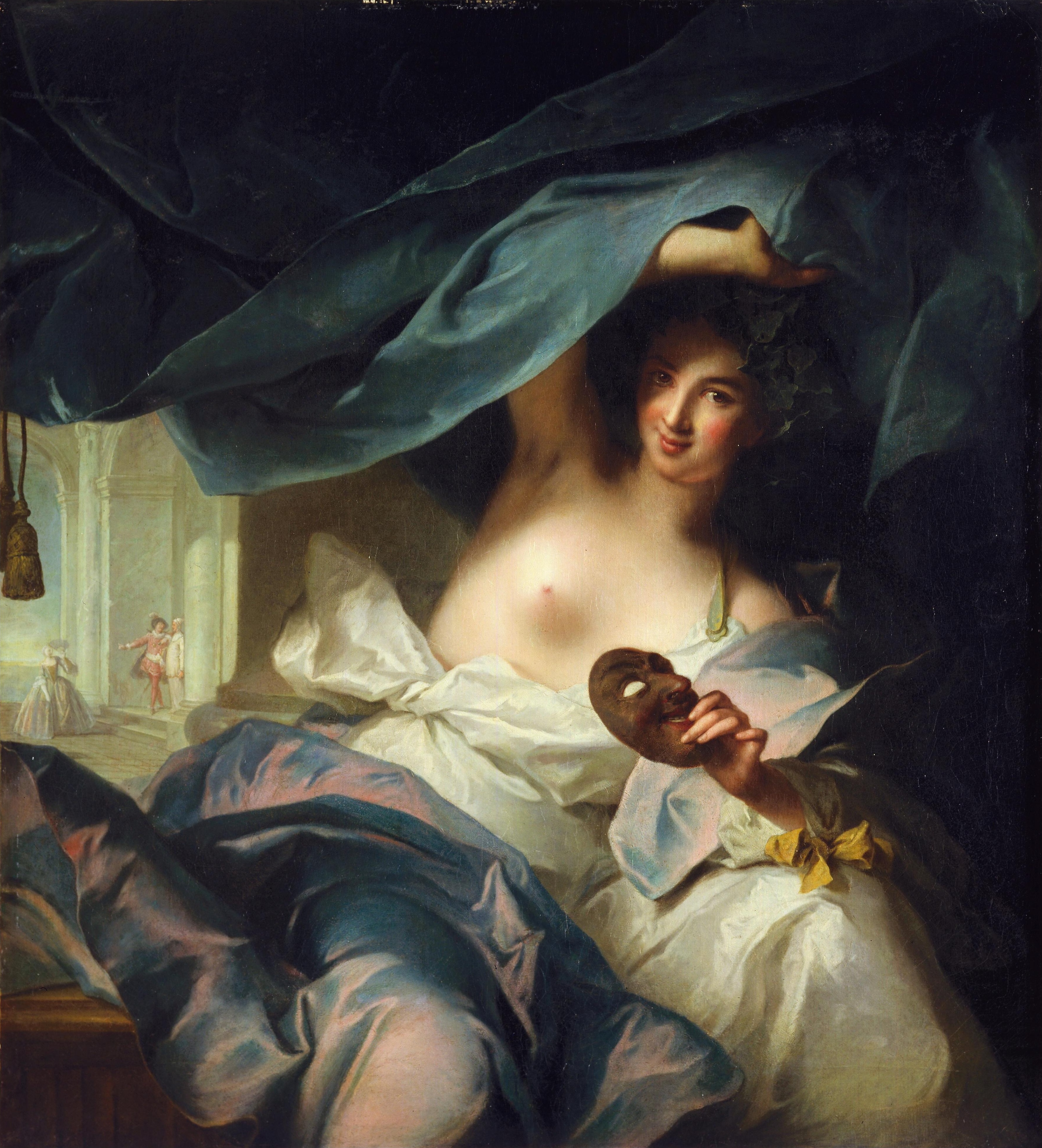
Talía.

Jean-Marc Nattier (París, 7 de marzo de 1685-	Ibidem, 7 de noviembre de 1766), fue un pintor francés del Rococó. 

## Primeros años de vida
Fue hijo de Marc Nattier, un pintor retratista, y de Marie Courtois, una miniaturista. Recibió su primera formación de su padre, y habiéndose dedicado a copiar cuadros en la Galería de Luxemburgo, rechazó acudir a la Academia Francesa en Roma, aunque había obtenido el primer premio en la Academia de París a la edad de quince años. 

## Vida artística

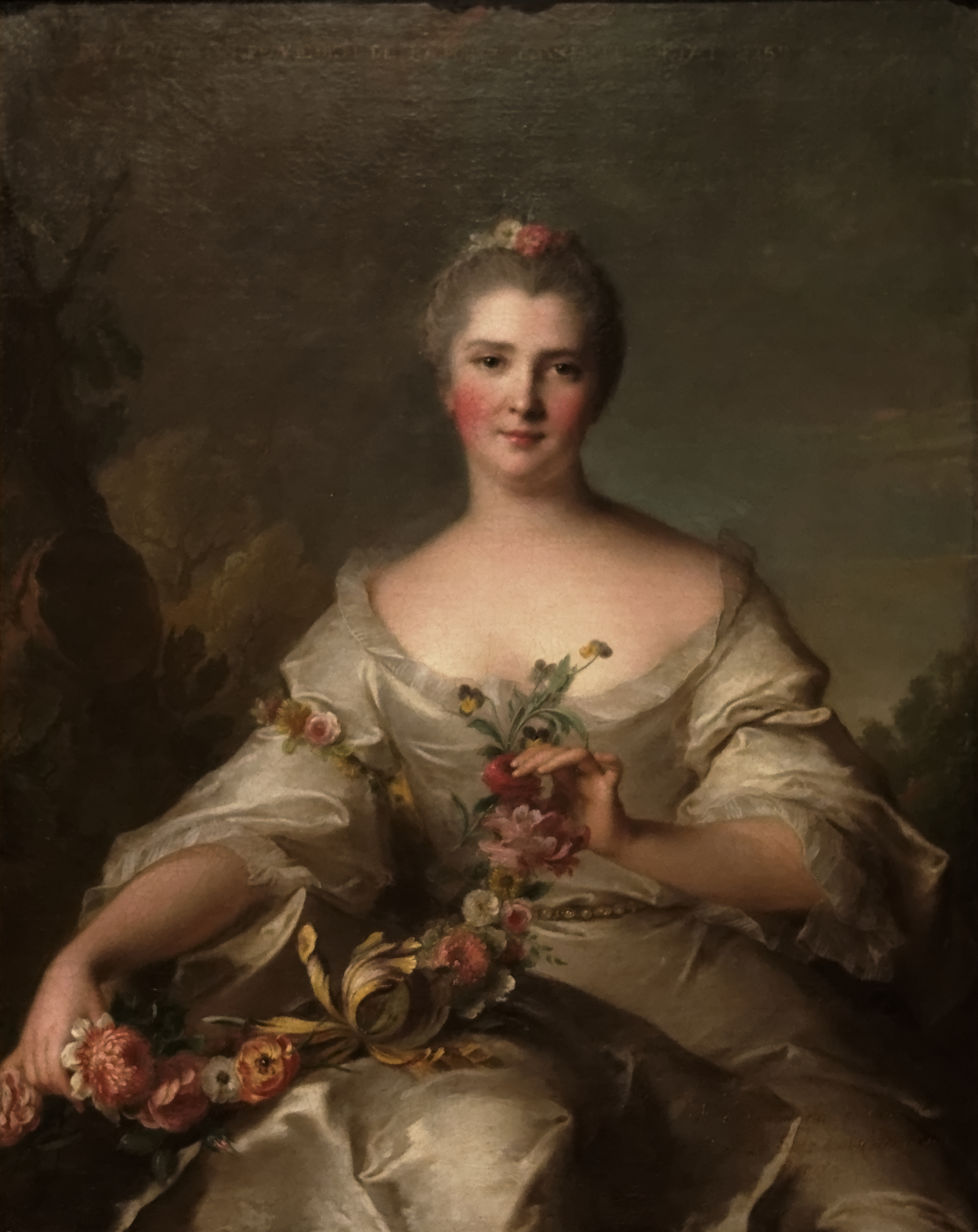
Imagen.

En 1715 marchó a Ámsterdam, donde Pedro el Grande estaba por aquel entonces, y pintó retratos del zar y de la emperatriz Catalina, pero declinó el ofrecimiento de ir a Rusia.
Entre 1715 y 1720 se dedicó a composiciones como la Batalla de Poltava, que pintó para Pedro el Grande, y la Petrificación de Fineo y sus compañeros, que le llevaron a ser elegido para la Academia. La quiebra financiera de 1720 obra de las maquinaciones de Law arruinaron prácticamente a Nattier, quien se encontró obligado entonces a dedicar toda su energía a los retratos. Se hizo el pintor oficial de las damas de la corte de Luis XV. Los ejemplos más notables de su retratística son la María Leszczynska en el Museo de Dijon, las de su hija Adelaida (1756) y un grupo de artistas rodeados por su familia, datado en 1730. Murió en París en 1766 y fue sepultado en la Iglesia de San Eustaquio.

## Retratos
Muchos de sus cuadros están en colecciones públicas francesas. Así, en el Louvre está su Magdalena; en Nantes el retrato de La Camargo y Una dama de la corte de Luis XV. En Orleans una Cabeza de una joven, en Marsella un retrato de Mme de Pompadour, en Perpiñán un retrato de Luis XV, y en Valenciennes un retrato de Le Duc de Boufflers. Al Museo de Versalles pertenece un importante grupo de dos damas y en la Gemaldegalerie de Dresde un retrato del Maréchal de Saxe. En la colección Wallace Nattier está representado por La condesa de Dillires, El baño (Mdlle de Clermont), Retrato de una dama vestida de azul, Marie Leczinska y Un príncipe de la casa de Francia. En la colección de Lionel Phillips está la duquesa de Flavacourt como Le Silence, y la duquesa de Châteauroux como Le Point du jour. Un retrato de la Condesa de Neubourg y su hija formó parte de la colección Vaile, y se vendió por 4500 guineas en la venta de esta colección en 1903. Las obras de Nattier han sido grabadas por Leroy, Tardieu, Audran, Dupin y muchos otros artesanos destacados.
Véase "J. M. Nattier", por Paul Mantz, en la Gazette des beaux-arts (1894); Life of Nattier, por su hija, Madame Tocqu; Nattier por Pierre de Nolhac (1904, revisado 1910); y French Painters of the XVIIIth Century, por Lady Dilke (Londres, 1899).

## Galería

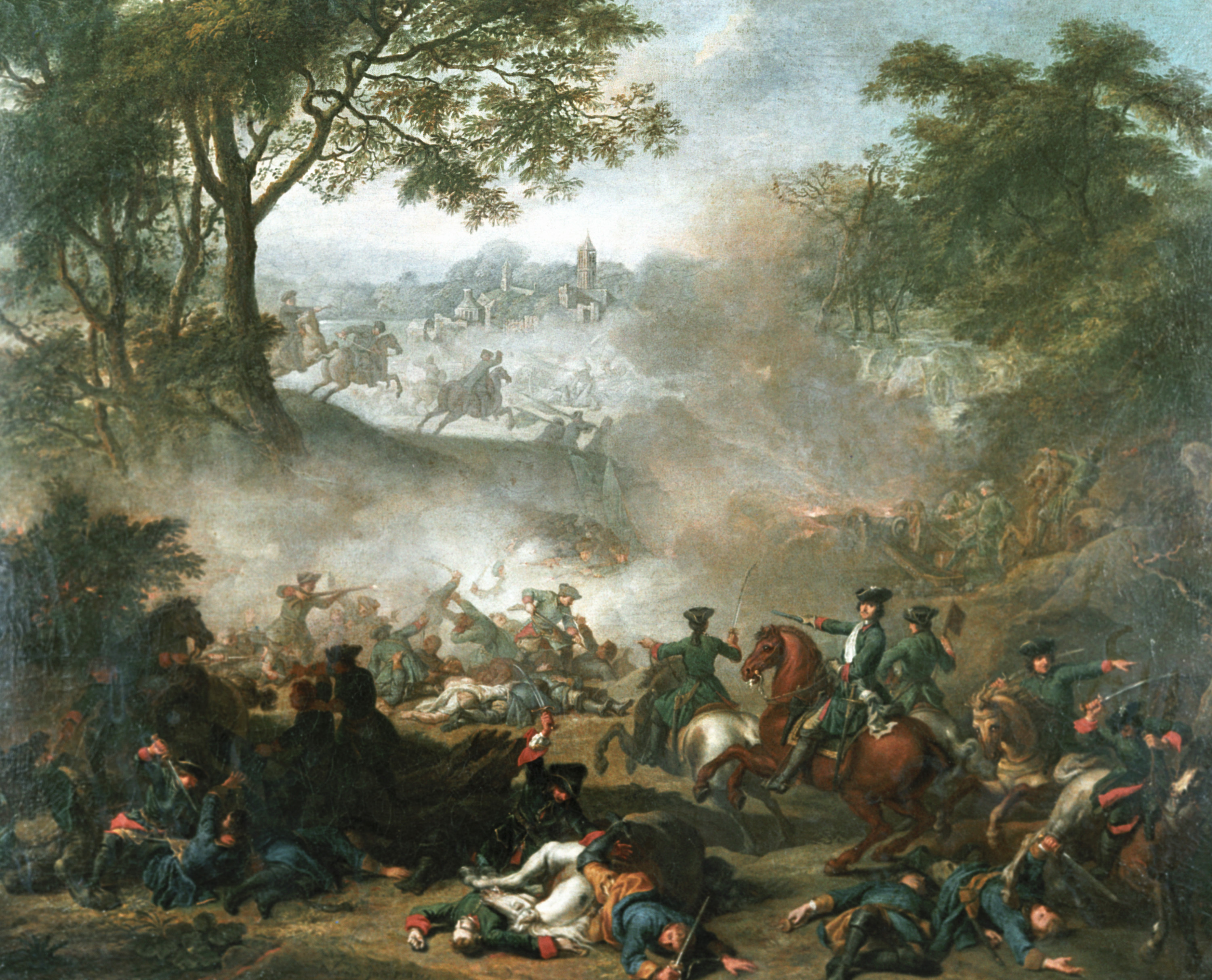
La Batalla de Lesnaya
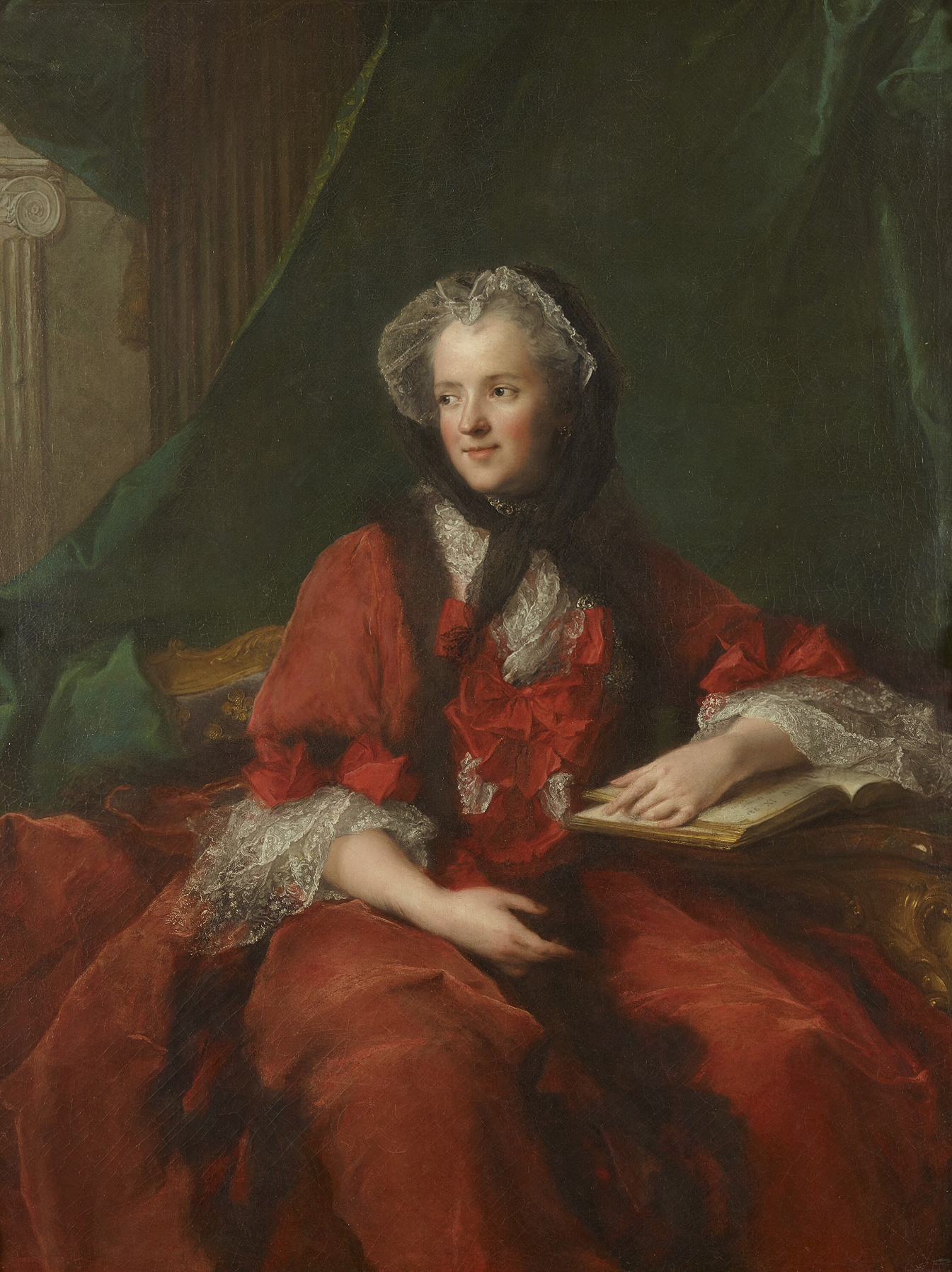
María Leszczynska, 1748.
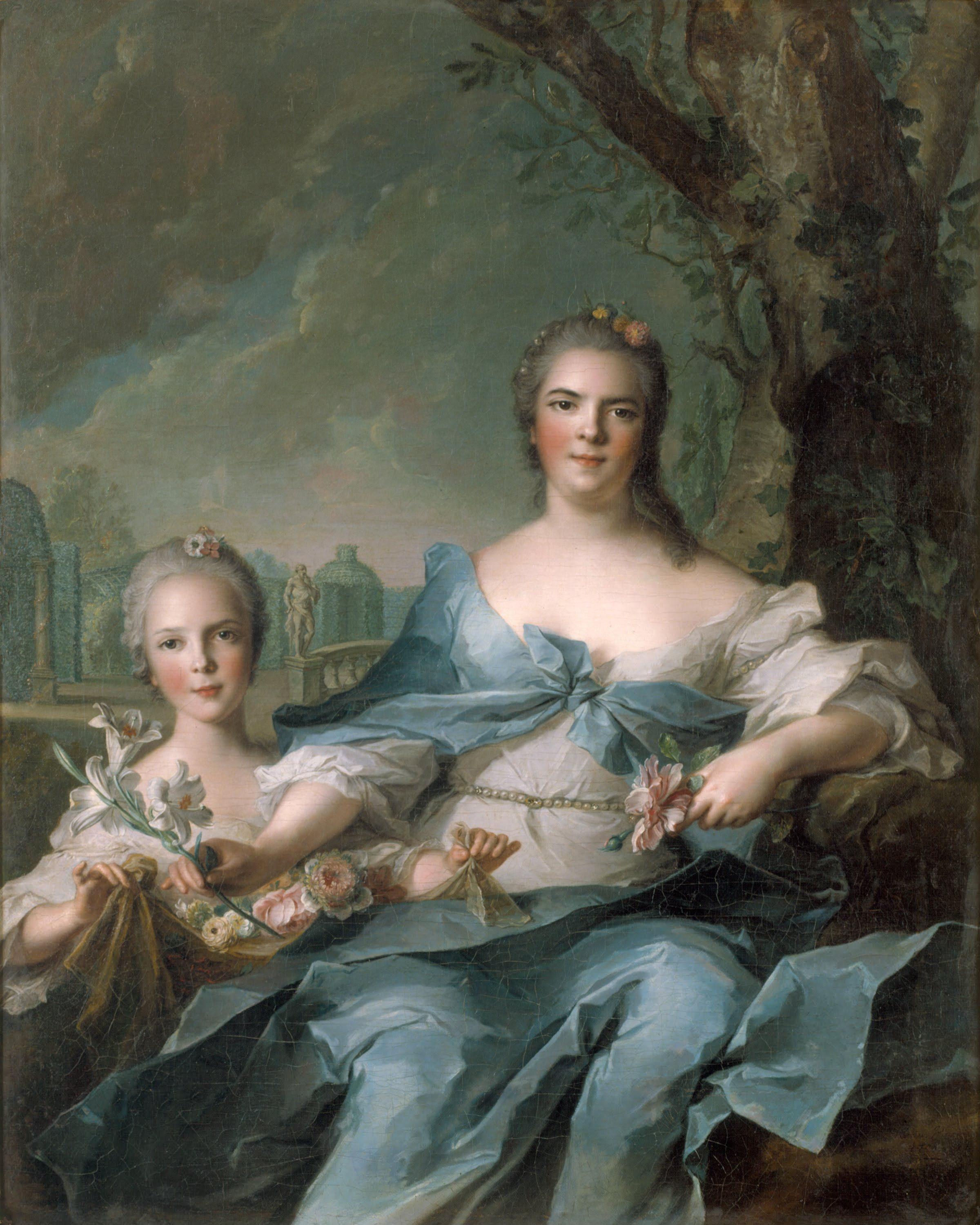
Luisa de Francia y su hija, 1750.